# Остров Анучина
О́стров Ану́чина (яп. 秋勇留島 Акиюри-то:) — самый южный из когда-либо населённых островов Малой гряды Курил. Согласно федеративному устройству России входит в Сахалинскую область в составе Южно-Курильского района в рамках административно-территориального устройства области и в составе Южно-Курильского городского округа в рамках муниципального устройства в области. Принадлежность острова России оспаривает Япония, которая рассматривает его как часть своего округа Нэмуро губернаторства Хоккайдо.
С точки зрения Японии входит в группу островов Хабомаи, которые считаются продолжением береговой линии японского острова Хоккайдо и не рассматриваются как часть Курильских островов. Японское название Акиюри дословно означает «младший брат острова Юрий».

## Население
В настоящее время не имеет постоянного гражданского населения, хотя в прошлом его в разные периоды населяли поочередно айны, японцы и граждане СССР, преимущественно русские.
Ныне на острове находится пограничная застава, контролирующая прилегающую акваторию.

## География

### Ландшафт
Площадь 1,96 км². В длину достигает около 3 км, наибольшая ширина 1,2 км. Длина береговой линии достигает 8,5 км. Максимальная высота 33 м. Остров плоский и порос травой.
Северный берег острова прорезает ручей, впадающий в бухту Большая. В южный берег вдается бухта Южная.

### Мористое прибрежье
Берега острова окружают рифы и скалы.
У северо-восточной оконечности острова Анучина, рядом с мысом Печальный, расположен небольшой остров-спутник высотой около 20 м и площадью 200 м², получивший в 2017 году официальное название остров Деревянко (43°22′50″ с. ш. 146°01′23″ в. д.).
Мель Пограничная каменистая с наименьшей глубиной 0,9 м расположена менее чем в 3 км к западу от мыса Суровый — юго-западной оконечности острова Анучина. Мель вытянута на 2 км с запада-юго-запада на восток-северо-восток и покрыта водорослями. При волнении на мели образуются буруны.
Скала Удивительная (43°20′27″ с. ш. 146°00′52″ в. д.) высотой 1,2 м лежит в 2,4 км к югу от острова Анучина. Скала окаймлена рифом с приглубыми кромками. На рифе в 200 м к югу от скалы находится камень, осыхающий в малую воду на 1,6 м. В 750 м к северу от скалы Удивительная расположена скала с наименьшей глубиной 3,7 м.

### Окрестности
Остров Анучина отделен проливом Юрий от острова Юрий, расположенного в 3 км северо-восточнее; проливом Танфильева — от острова Танфильева, расположенного в 6 км северо-западнее.

## История
С 1855 года (по Симодскому трактату) остров официально находится под юрисдикцией Японии. 
С 5 ноября 1897 года остров со всеми своими промысловыми угодьями считался частью села Хабомаи в составе уезда (гуна) Ханасаки (который охватывал всю Малую Курильскую гряду и часть полуострова Немуро на острове Хоккайдо), который входил в губернаторство Хоккайдо, провинцию Немуро.
Гражданское японское население острова к 1945 составляло 88 человек. Остров был включён в состав СССР по исходе Второй Мировой войны вместе со всеми Курильскими островами.
На песчаном северном берегу в устье ручья острова до 1946 года располагалось небольшое поселение японских рыбаков под названием Утамуэ. Основным занятием местных рыбаков была добыча ламинарии и трески. После установления советской власти все они пожелали репатриироваться в Японию.
2 февраля 1946 года в соответствии с Указом Президиума ВС СССР в числе других Курильских островов и вместе с Южным Сахалином был включён в состав образованной Южно-Сахалинской области в составе Хабаровского края РСФСР, которая 2 января 1947 года вошла в состав новообразованной Сахалинской области в составе РСФСР.
На южном берегу острова находится нежилой населённый пункт Анучино (вторая пограничная застава «Анучино» советского времени, воинская часть 2255). В 1984 году на заставе произошёл пожар, унёсший жизни двух человек.
На острове проложены две дороги. Остров входит в территорию государственного природного заказника федерального значения «Малые Курилы». Назван в честь русского географа, антрополога и этнографа Дмитрия Николаевича Анучина.

#### Проблема принадлежности
С точки зрения Японии входит в группу островов Хабомаи, которые являются продолжением береговой линии японского острова Хоккайдо и не рассматриваются как часть Курильских островов.
В 2004 году Россия как государство-правопреемник СССР, согласно заявлению своего министра иностранных дел С. В. Лаврова, признала существование Советско-японской декларации 1956 года, включавшей пункт о готовности передать Японии остров Шикотан и группу Хабомаи, и подтвердила готовность вести на её основе территориальные переговоры с Японией.
3 сентября 2022 года Россия отменила упрощённый режим посещения островов Малой Курильской гряды для граждан Японии.

### Научно-исследовательские экспедиции
17 сентября 2014 года на самом южном мысу острова Анучина установлен поклонный крест «в ознаменование российского присутствия на Курильских островах, во славу русского Военно-Морского Флота и географических открытий, с ним связанных». Данный памятник воздвигнут при участии Московского государственного университета геодезии и картографии (МИИГАиК), Южно-Сахалинской и Курильской епархии РПЦ и Русского Географического Общества в рамках Всероссийской программы «Православная экспедиция».

## Флора и фауна
Остров отличается самым мягким умеренно-океаническим климатом из всех островов Малой гряды. Период размножения грызунов здесь длится до конца ноября, и здесь возможно выращивание на воле таких теплолюбивых видов, как кролики. К примеру, в 1946 году на остров были завезены домашние кролики породы шиншилла. К 1955 году они размножились настолько сильно, что стало возможным добыть 10—20 зверьков в течение всего 1—2 часов. Однако, в более суровые зимы на остров зимой по льду проникали лисицы. Проведенные в 1995 году исследования показали, что интродуцированная популяция перестала существовать. Леса отсутствуют. Поверхность покрывают океанические луга. Остров окружают обширные и богатые морепродуктами (ламинария, треска) отмели глубинами 3—9 м.